# Кукрем
Кукре́м (рос. Кукрем, марій. Кукурем) — присілок у складі Марі-Турецького району Марій Ел, Росія. Входить до складу Карлиганського сільського поселення.

## Населення
Населення — 61 особа (2010; 65 у 2002).
Національний склад (станом на 2002 рік):
- марійці — 97 %